# Chauzon
Chauzon – miejscowość i gmina we Francji, w regionie Owernia-Rodan-Alpy, w departamencie Ardèche.
Według danych na rok 1990 gminę zamieszkiwały 224 osoby, a gęstość zaludnienia wynosiła 21 osób/km² (wśród 2880 gmin regionu Rodan-Alpy Chauzon plasuje się na 1403. miejscu pod względem liczby ludności, natomiast pod względem powierzchni na miejscu 1070.).